# Kanton Saint-Médard-en-Jalles
Der Kanton Saint-Médard-en-Jalles ist seit 1982 ein französischer Wahlkreis im Arrondissement Bordeaux, im Département Gironde und in der Region Nouvelle-Aquitaine; sein Hauptort ist Saint-Médard-en-Jalles. Vertreter im Generalrat des Départements ist seit 1994, wiedergewählt 2008, Serge Lamaison (PS). 

## Gemeinden
Der Kanton besteht aus drei Gemeinden mit insgesamt 51.479 Einwohnern (Stand: 1. Januar 2022) auf einer Gesamtfläche von 135,16 km²:
| Gemeinde                      | Einwohner 1. Januar 2022 | Fläche km² | Dichte Einw./km² | Code INSEE | Postleitzahl |
| ----------------------------- | ------------------------ | ---------- | ---------------- | ---------- | ------------ |
| Le Taillan-Médoc              | 10.966                   | 15,16      | 723              | 33519      | 33320        |
| Saint-Aubin-de-Médoc          | 7.764                    | 34,72      | 224              | 33376      | 33160        |
| Saint-Médard-en-Jalles        | 32.749                   | 85,28      | 384              | 33449      | 33160        |
| Kanton Saint-Médard-en-Jalles | 51.479                   | 135,16     | 381              | 3328       | –            |

Bis zur landesweiten Neuordnung der französischen Kantone im März 2015 gehörten zum Kanton Saint-Médard-en-Jalles die vier Gemeinden Le Haillan, Le Taillan-Médoc, Saint-Aubin-de-Médoc und Saint-Médard-en-Jalles. Sein Zuschnitt entsprach einer Fläche von 144,42 km2. Er besaß vor 2015 einen anderen INSEE-Code als heute, nämlich 3363.

## Bevölkerungsentwicklung
| 1962   | 1968   | 1975   | 1982   | 1990   | 1999   | 2006   | 2011   |
| ------ | ------ | ------ | ------ | ------ | ------ | ------ | ------ |
| 10.676 | 14.728 | 26.357 | 32.352 | 40.185 | 46.574 | 49.530 | 53.133 |